# Gorączka Zachodniego Nilu
Gorączka Zachodniego Nilu – ostra choroba wirusowa wywołana zakażeniem wirusem Zachodniego Nilu, który jest zwykle przenoszony przez komary. 
Znaczna większość zakażonych ma łagodne objawy lub nie ma żadnych objawów, ale u ok. 20% chorych zakażenie objawia się jako ostra choroba gorączkowa. U około 1% chorych może dojść do zajęcia ośrodkowego układu nerwowego (zapalenie opon mózgowo-rdzeniowych i zapalenie mózgu). W tej grupie chorych śmiertelność może wynieść ok. 10%.

## Etiologia
Gorączkę Zachodniego Nilu wywołuje wirus Zachodniego Nilu (WNV), jednoniciowy RNA wirus zaliczany do rodzaju Flavivirus rodziny Flaviviridae. Należy do kompleksu serologicznego japońskiego zapalenia mózgu wraz z wirusami zapalenia mózgu St. Louis i doliny Murray oraz wirusem Kunjin (podtyp australijski WNV).
Pierwotnym rezerwuarem WNV są ptaki. Wirus transmitowany jest od nich na inne ptaki i ssaki (w tym ludzi) przez komary (głównie gatunki z rodzajów Aedes, Anopheles, Culex ale także Deinocerites, Mansonia, Orthopodomyia, Psorophora, Uranotaenia i Coquillettidia). Wirus bywa wykrywany u koni, kotów, psów, domowych królików, wiewiórek, skunksów i nietoperzy.
Możliwe jest przeniesienie zakażenia drogą wertykalną na płód. Stwierdzono także pojedyncze przypadki transmisji wirusa podczas transfuzji krwi i przeszczepu oraz zakażenia laboratoryjne.

## Zasięg geograficzny

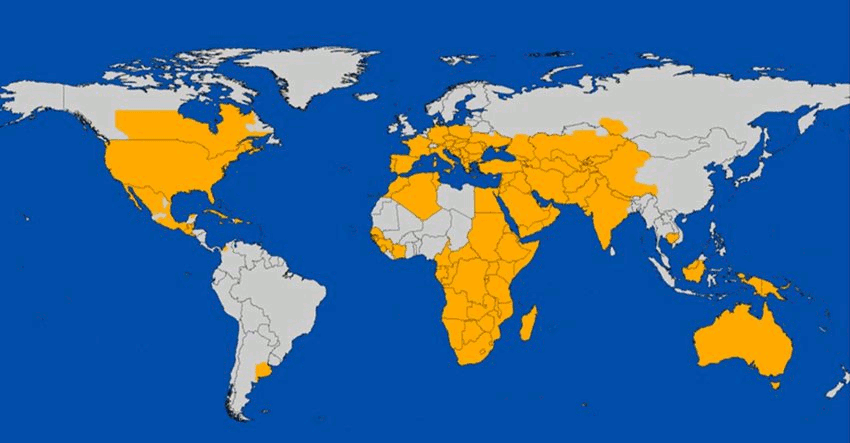
Rozprzestrzenienie WNV w 2006 roku

Od 1937 roku, kiedy po raz pierwszy wyizolowano wirusa w północno-zachodniej Ugandzie (dystrykt West Nile), WNV wywoływał infekcje bezobjawowe i gorączkowe u ludzi w Afryce, zachodniej Azji i krajach Bliskiego Wschodu. Występowały nieregularne, nieliczne zachorowania, zwykle bez objawów neurologicznych. Od połowy lat 90. zauważono zwiększenie częstości i ciężkości zachorowań. W kolejnych latach epidemie choroby notowano w Rumunii (1996), Rosji (1999) i Izraelu (2000), jednakże przez długi czas nie były znane żadne przypadki wykrycia wirusa na półkuli zachodniej. Dopiero od roku 1999 wirus rozprzestrzenił się w Ameryce Północnej. Przez pierwsze 3 lata w USA naliczono w sumie niespełna 150 zachorowań, ale w roku 2002 odnotowano ich 4156, a w 2003 roku ponad 9800. W 2006 roku potwierdzono w tym kraju 4268 przypadków.

### Występowanie w Polsce
W sierpniu 2024 wirus został wykryty w padłych krukowatych w Warszawie. Od lipca 2024 w dzielnicach Żoliborz, Mokotów i Praga Płd. znajdywano martwe lub terminalnie chore ptaki w zwracających uwagę ilościach. Pierwsze badania (lipiec 2024) wykluczyły grypę ptaków i rzekomy pomór drobiu. Kolejna badania potwierdziły iż część ptaków była zarażona wirusem.

## Objawy u zwierząt
Część zwierząt nie przejawia żadnych objawów choroby, u innych może wystąpić gorączka, kurcze mięśni, osłabienie, utrata koordynacji ruchowej, zaburzenia zachowania.
U koni może dojść do osłabienia nóg zadnich, potykania, niezdolności do stania, apatii, drżenia głowy. W niektórych przypadkach zwierzę umiera lub musi być uśpione.

## Objawy i przebieg u ludzi
Infekcja u wielu osób przebiega bezobjawowo lub daje łagodne objawy. Jeśli dochodzi do rozwinięcia się choroby, objawy pojawiają się po 2 – 15 dniach. W postaciach lekkich choroba może dawać objawy rzekomogrypowe (gorączka, ból głowy, bóle mięśni), czasem drobną wysypkę lub powiększenie węzłów chłonnych. W cięższych przypadkach objawy są bardziej nasilone a przebieg gwałtowny, mogą dołączyć się nudności, wymioty, trudności w połykaniu, kręcz szyi, osłabienie mięśni, utrudnienie chodu, zaburzenia koordynacji, parkinsonizm, zaburzenia świadomości. U osób immunoniekompetentnych istnieje zwiększone ryzyko ciężkiego przebiegu choroby, aż do zapalenia opon mózgowo-rdzeniowych i mózgu czy ostrego porażenia wiotkiego (ang West Nile Poliomyelitis). Zdarzają się także przypadki śmiertelne.
W badaniach laboratoryjnych w przebiegu choroby stwierdza się umiarkowaną leukocytozę z limfocytopenią i niedokrwistość.
U niektórych osób dochodzi do całkowitego wyzdrowienia, ale u części pacjentów obserwuje się powikłania pod postacią przewlekających się dolegliwości mięśniowych, bólów głowy, uczucia zmęczenia, depresji, zaburzeń pamięci i koncentracji oraz zaburzeń funkcjonowania.

## Rozpoznanie
Podejrzenie choroby wysuwa się na podstawie obrazu klinicznego. Rozpoznanie potwierdza się wykrywając przeciwciała klasy IgM testem ELISA. Złotym standardem w oznaczeniu obecności wirusa w materiale autopsyjnym jest hodowla, ale badanie to w przypadkach przyżyciowych daje często wyniki fałszywie ujemne.

## Leczenie
Stosuje się leczenie objawowe. Leczenia przyczynowego nie opracowano.

## Zapobieganie
Za najlepszą metodę zapobiegania chorobie uważa się unikanie pogryzienia przez komary (stosowanie odpowiednich repelentów, moskitier, tworzenie niekorzystnych warunków do rozrodu komarów). Szczepionki nie opracowano.